# Valle Darjad
El Valle Darjad (en mongol: Дархадын хотгор) es un gran valle en el noroeste de la provincia de Khövsgöl, en el país asiático de Mongolia. Se encuentra entre las cordilleras de Ulaan Taiga y Khoridol Saridag a una altitud de unos 1600 m, posee unos 160 km de largo y una anchura de 40 km. Ocupa un área de 4.270 kilómetros cuadrados. Fue cedido por la República Popular de Tannu Tuvá a la República Popular de Mongolia en 1925 como una concesión de la Unión Soviética a los mongoles, que habían querido incorporar el territorio de Tannu Uriankhai en su país.
El valle es rico en lagos y ríos, siendo el lago más grande el de Dood Tsagaan y el río más importante el de Shishged.